# 삼성 갤럭시 E5
삼성 갤럭시 E5(Samsung Galaxy E5)는 갤럭시 E 시리즈 중 중급형 라인업이다. 2015년에 출시되었다.

## 디자인
전반적인 디자인은 삼성 갤럭시 A 시리즈와 유사하나 메탈 유니바디가 아닌 플라스틱 바디를 사용한다. 기본 색상은 블랙, 화이트, 브라운으로 총 3종이다.

## 사양
사양은 우선 AP로 퀄컴 스냅드래곤 410 MSM8916을 사용한다. ARM Cortex-A53 쿼드코어 CPU와 퀄컴 Adreno306 GPU를 사용한다.

## 메모리
RAM은 LPDDR3 SDRAM 방식이며 1.5 GB다. 내장 메모리는 16 GB 단일 모델로 micro SD 카드로 용량 확장이 가능하다. 단, 듀얼심 모델의 경우 하이브리드 듀얼심 방식이기 때문에 두 번째 SIM 카드와 micro SD 카드를 동시에 장착할 수 없다.

## 디스플레이
디스플레이는 5.0인치 HD 해상도를 지원하며 패널 형식은 Super AMOLED이다. 픽셀 배열은 알려지지 않았다.

## 지원
지원 이동통신의 경우, LTE Cat.4와 LTE 미지원 3G 모델이 있다. LTE Cat.4 모델의 경우 다운로드 최대 150 Mbps, 업로드 최대 50 Mbps를 보장하며 20 MHz 대역폭의 광대역이 구축된 LTE에서 정상적으로 사용이 가능하다.

## 배터리
배터리 용량은 내장형 2400 mAh을 사용한다.

## 카메라
후면 카메라는 800만 화소 카메라를 탑재했으며 전면 카메라는 셀피 촬영 강화를 위해 500만 화소 카메라를 탑재했다.

## 운영 체제 / 소프트웨어
안드로이드 4.4 킷켓
안드로이드 4.4 킷켓을 기본으로 탑재했다. 공개 당시 펌웨어 버전은 4.4.4이다.

## 특이 사항
이외의 특이사항으로는, 미국에는 MVNO 이동통신사인 TracFone를 통해 출시되었다.